# Haarberg-Höllberg
Das Naturschutzgebiet Haarberg-Höllberg liegt im Landkreis Alzey-Worms in Rheinland-Pfalz. Das 38 ha große Gebiet, das im Jahr 1988 unter Naturschutz gestellt wurde, erstreckt sich nördlich und nordöstlich der Ortsgemeinde Neu-Bamberg entlang des Appelbachs und des Ellerbachs. Unweit nördlich verläuft die B 420.